# Arthur Wellesley, V duca di Wellington
Arthur Charles Wellesley, V duca di Wellington (Londra, 9 giugno 1876 – Londra, 11 dicembre 1941), è stato un nobile e politico inglese.

## Biografia

### I primi anni
Wellesley era figlio di Arthur Charles Wellesley, IV duca di Wellington e di sua moglie, Kathleen Bulkeley Williams.
Durante gli anni giovanili, egli frequentò il College di Eton tra il 1890 ed il 1895, passando poi al Trinity College a Cambridge. Egli aderì dunque alla carriera militare nelle Grenadier Guards e con loro prese parte alla Guerra boera nel 1900 e poi alla prima guerra mondiale dal 1914. Nel 1934 succedette al padre nei titoli ducali e fu anche giudice di pace.
Wellington sposò Lilian Maud Glen Coats, figlia di George Coats, I barone Glentanar in 1909. La coppia ebbe due figli, Anne Rhys, VII duchessa di Ciudad Rodrigo (1910–1998), ed il capitano Henry Valerian George Wellesley, VI duca di Wellington (1912–1943).

### Gli ideali di estrema destra
Pur non essendo mai direttamente sceso in politica, il duca fu uno strenuo sostenitori di molte cause di estrema destra. Egli fu membro della Anglo-German Fellowship dal 1935 e fu presidente della Liberty Restoration League, che venne descritta dall'ispettore Pavey (ex detective di Scotland Yard impiegato al Board of Deputies of British Jews) come organizzazione antisemitica. Quando Archibald Maule Ramsay formò il 'Right Club' nel 1939, Wellington gli inviò i suoi più vivi complimenti. Ramsay, descrivendo il Right Club, descrisse lo scopo stesso dell'associazione come quello di "opporsi e segnalare le attività di organizzazioni ebree".

## Ascendenza
|                                         |                               |                               | Genitori                               |  |  | Nonni |  |  | Bisnonni                               |  |  | Trisnonni                            |  |
|                                         |                               |                               |                                        |  |  |       |  |  | Arthur Wellesley, I duca di Wellington |  |  | Garret Wesley, I conte di Mornington |  |
|                                         |                               |                               |                                        |  |  |       |  |  | Arthur Wellesley, I duca di Wellington |  |  | Garret Wesley, I conte di Mornington |  |
|                                         |                               | Anne Hill-Trevor              |                                        |  |  |       |  |  | Arthur Wellesley, I duca di Wellington |  |  |                                      |  |
| Charles Wellesley                       |                               |                               |                                        |  |  |       |  |  | Arthur Wellesley, I duca di Wellington |  |  |                                      |  |
|                                         |                               | Catherine Pakenham            | Edward Pakenham, II barone di Longford |  |  |       |  |  |                                        |  |  |                                      |  |
|                                         |                               | Catherine Pakenham            | Edward Pakenham, II barone di Longford |  |  |       |  |  |                                        |  |  |                                      |  |
|                                         |                               | Catherine Pakenham            | Catherine Rowley                       |  |  |       |  |  |                                        |  |  |                                      |  |
| Arthur Wellesley, IV duca di Wellington |                               | Catherine Pakenham            |                                        |  |  |       |  |  |                                        |  |  |                                      |  |
|                                         |                               | Henry Pierrepont              | Charles Pierrepont, I conte Manvers    |  |  |       |  |  |                                        |  |  |                                      |  |
|                                         |                               | Henry Pierrepont              | Charles Pierrepont, I conte Manvers    |  |  |       |  |  |                                        |  |  |                                      |  |
|                                         |                               | Henry Pierrepont              | Anne Orton Mills                       |  |  |       |  |  |                                        |  |  |                                      |  |
| Augusta Pierrepont                      |                               | Henry Pierrepont              |                                        |  |  |       |  |  |                                        |  |  |                                      |  |
|                                         |                               | Sophia Cecil                  | Henry Cecil, I marchese di Exeter      |  |  |       |  |  |                                        |  |  |                                      |  |
|                                         |                               | Sophia Cecil                  | Henry Cecil, I marchese di Exeter      |  |  |       |  |  |                                        |  |  |                                      |  |
|                                         |                               | Sophia Cecil                  | Sarah Hoggins                          |  |  |       |  |  |                                        |  |  |                                      |  |
| Arthur Wellesley, V duca di Wellington  |                               | Sophia Cecil                  |                                        |  |  |       |  |  |                                        |  |  |                                      |  |
|                                         | Robert Williams, IX baronetto | Hugh Williams, VIII baronetto |                                        |  |  |       |  |  |                                        |  |  |                                      |  |
|                                         | Robert Williams, IX baronetto | Hugh Williams, VIII baronetto |                                        |  |  |       |  |  |                                        |  |  |                                      |  |
|                                         | Robert Williams, IX baronetto | Emma Rowlands                 |                                        |  |  |       |  |  |                                        |  |  |                                      |  |
| Robert Williams                         | Robert Williams, IX baronetto |                               |                                        |  |  |       |  |  |                                        |  |  |                                      |  |
|                                         |                               | Anne Hughes                   | Edward Hughes                          |  |  |       |  |  |                                        |  |  |                                      |  |
|                                         |                               | Anne Hughes                   | Edward Hughes                          |  |  |       |  |  |                                        |  |  |                                      |  |
|                                         |                               | Anne Hughes                   | Mary Lewis                             |  |  |       |  |  |                                        |  |  |                                      |  |
| Kathleen Williams                       |                               | Anne Hughes                   |                                        |  |  |       |  |  |                                        |  |  |                                      |  |
|                                         |                               | Piers Geale                   | …                                      |  |  |       |  |  |                                        |  |  |                                      |  |
|                                         |                               | Piers Geale                   | …                                      |  |  |       |  |  |                                        |  |  |                                      |  |
|                                         |                               | Piers Geale                   | …                                      |  |  |       |  |  |                                        |  |  |                                      |  |
| Mary Anne Geale                         |                               | Piers Geale                   |                                        |  |  |       |  |  |                                        |  |  |                                      |  |
|                                         |                               | …                             | …                                      |  |  |       |  |  |                                        |  |  |                                      |  |
|                                         |                               | …                             | …                                      |  |  |       |  |  |                                        |  |  |                                      |  |
|                                         |                               | …                             | …                                      |  |  |       |  |  |                                        |  |  |                                      |  |
|                                         |                               | …                             |                                        |  |  |       |  |  |                                        |  |  |                                      |  |